# Кабак (Иссык-Кульская область)
Кабак (кирг. Кабак) — село в Джети-Огузском районе Иссык-Кульской области Кыргызстана. Входит в состав Джети-Огузского аильного округа. Код СОАТЕ — 41702 210 830 05 0.

## Население
По данным переписи 2009 года, в селе проживало 1135 человек.

## Известные уроженцы
- Эшенова, Салый (род. 1921) — Герой Социалистического Труда.